# Torres Calcio 1988-1989
Questa voce raccoglie le informazioni riguardanti la Torres Calcio nelle competizioni ufficiali della stagione 1988-1989.

## Rosa
| N. |                   | Ruolo | Calciatore           |
| -- | ----------------- | ----- | -------------------- |
|    | Italia (bandiera) | A     | Attilio Bardi        |
|    | Italia (bandiera) | D     | Raffaele Barrella    |
|    | Italia (bandiera) | D     | Luciano Cilona       |
|    | Italia (bandiera) | D     | Angelo Del Favero    |
|    | Italia (bandiera) | D     | Claudio Di Francesco |
|    | Italia (bandiera) | C     | Andrea Di Rosa       |
|    | Italia (bandiera) | C     | Lucio Sergio Dossena |
|    | Italia (bandiera) | A     | Roberto Ennas        |
|    | Italia (bandiera) | C     | Massimiliano Favo    |

| N. |                   | Ruolo | Calciatore         |
| -- | ----------------- | ----- | ------------------ |
|    | Italia (bandiera) | P     | Massimo Pittui     |
|    | Italia (bandiera) | D     | Sandro Loi         |
|    | Italia (bandiera) | D     | Paolo Mazzeni      |
|    | Italia (bandiera) | A     | Francesco Micciola |
|    | Italia (bandiera) | C     | Mario Piga         |
|    | Italia (bandiera) | P     | Sergio Pinna       |
|    | Italia (bandiera) | C     | Michele Tamponi    |
|    | Italia (bandiera) | A     | Walter Tolu        |
|    | Italia (bandiera) | A     | Gianfranco Zola    |

## Risultati

### Campionato

#### Girone di andata
| 11 settembre 1988 1ª giornata | Torres | 3 – 0 | Rimini |  |

| 18 settembre 1988 2ª giornata | Ischia Isolaverde | 1 – 1 | Torres |  |

| 25 settembre 1988 3ª giornata | Torres | 1 – 0 | Frosinone |  |

| 2 ottobre 1988 4ª giornata | Perugia | 0 – 0 | Torres |  |

| 9 ottobre 1988 5ª giornata | Torres | 0 – 0 | Foggia |  |

| 16 ottobre 1988 6ª giornata | Catania | 1 – 0 | Torres |  |

| 23 ottobre 1988 7ª giornata | Torres | 1 – 1 | Cagliari |  |

| 30 ottobre 1988 8ª giornata | Palermo | 0 – 0 | Torres |  |

| 6 novembre 1988 9ª giornata | Torres | 1 – 1 | Vis Pesaro |  |

| 13 novembre 1988 10ª giornata | Casertana | 0 – 1 | Torres |  |

| 20 novembre 1988 11ª giornata | Torres | 2 – 0 | Francavilla |  |

| 27 novembre 1988 12ª giornata | Monopoli | 2 – 1 | Torres |  |

| 4 dicembre 1988 13ª giornata | Torres | 0 – 0 | Campobasso |  |

| 11 dicembre 1988 14ª giornata | Brindisi | 1 – 0 | Torres |  |

| 18 dicembre 1988 15ª giornata | Torres | 0 – 0 | Salernitana |  |

| 31 dicembre 1988 16ª giornata | Giarre | 2 – 0 | Torres |  |

| 7 gennaio 1989 17ª giornata | Torres | 0 – 1 | Casarano |  |

#### Girone di ritorno
| 15 gennaio 1989 18ª giornata | Rimini | 0 – 4 | Torres |  |

| 22 gennaio 1989 19ª giornata | Torres | 5 – 0 | Ischia Isolaverde |  |

| 5 febbraio 1989 20ª giornata | Frosinone | 1 – 1 | Torres |  |

| 12 febbraio 1989 21ª giornata | Torres | 1 – 0 | Perugia |  |

| 19 febbraio 1989 22ª giornata | Foggia | 1 – 1 | Torres |  |

| 5 marzo 1989 23ª giornata | Torres | 0 – 0 | Catania |  |

| 12 marzo 1989 24ª giornata | Cagliari | 1 – 1 | Torres |  |

| 19 marzo 1989 25ª giornata | Torres | 2 – 1 | Palermo |  |

| 25 marzo 1989 26ª giornata | Vis Pesaro | 0 – 0 | Torres |  |

| 9 aprile 1989 27ª giornata | Torres | 1 – 0 | Casertana |  |

| 16 aprile 1989 28ª giornata | Francavilla | 2 – 0 | Torres |  |

| 23 aprile 1989 29ª giornata | Torres | 1 – 1 | Monopoli |  |

| 30 aprile 1989 30ª giornata | Campobasso | 1 – 0 | Torres |  |

| 14 maggio 1989 31ª giornata | Torres | 1 – 0 | Brindisi |  |

| 21 maggio 1989 32ª giornata | Salernitana | 0 – 0 | Torres |  |

| 28 maggio 1989 33ª giornata | Torres | 1 – 0 | Giarre |  |

| 4 giugno 1989 34ª giornata | Casarano | 1 – 2 | Torres |  |